# Sabine Devieilhe
Répertoire
Musique baroque
Scènes principales
2011 : débute dans le bel canto avec le rôle d’Amina dans l'opéra La Sonnambula de Vincenzo Bellini avec l’Atelier Lyrique de Tourcoing
2012 : premier rôle-titre dans l'opéra Lakmé de Léo Delibes, à l'Opéra de Montpellier
2014 : la Reine de la Nuit dans La Flûte enchantée de Mozart à l'Opéra de Paris
2016 : rôle-titre dans La Sonnambula de Vincenzo Bellini au Théâtre des Champs Elysées
2018 : rôle-titre dans Ophélie de Hamlet de Ambroise Thomas à l'Opéra-Comique de Paris
2022 : Cleopatra dans Giulio Cesare in Egitto de Georg Friedrich Haendel au Théâtre des Champs Elysées : 
2025 : Melisande dans « Pelleas et Melisande » de Claude Debussy à l’Opera de Paris
Sabine Devieilhe, née le 12 décembre 1985 à Caen, est une soprano colorature française. Elle interprète les grands rôles de soprano colorature : la Reine de la nuit (La Flûte enchantée), Lakmé (Lakmé), Ophélie (Hamlet), etc.

## Biographie
Sabine Devieilhe est une cantatrice, née à Caen le 12 décembre 1985, elle a grandi à Ifs, dans une famille de non-musiciens — ses parents sont éducateurs spécialisés, seule sa sœur aînée enseigne le chant et le violon.

### Formation
Elle commence son apprentissage musical à l’école de musique d’Ifs, avant d'entrer à l'âge de 12 ans au conservatoire de Caen pour y étudier le violoncelle. Influencée successivement par le chef d'orchestre Valérie Fayet, et les professeurs de chant Jocelyne Chamonin (conservatoire de Caen), Martine Surais (conservatoire de Rennes), Pierre Mervant, Malcolm Walker et Élène Golgevit (Conservatoire national supérieur de musique et de danse de Paris), elle devient chanteuse lyrique.
Après l'obtention de son bac au lycée Malherbe, Sabine Devieilhe obtient une licence en musicologie et en ethnomusicologie à l'université de Rennes 2. Parallèlement à ses études, elle intègre le chœur de l’Opéra de Rennes. Elle participe comme choriste à une production du Vaisseau fantôme de Richard Wagner en 2002. Sa voix est louée et elle devient soliste. En 2008, elle entre au Conservatoire national supérieur de musique et de danse de Paris dans la classe de chant de Pierre Mervant. Elle en sort premier prix à l’unanimité, avec les félicitations du jury, en 2011.

### Carrière
Elle signe en 2013, un contrat d'exclusivité avec le label de musique Erato. Elle sort, en 2013, avec l'ensemble Les Ambassadeurs dirigé par Alexis Kossenko, son premier disque de récital consacré à Jean-Philippe Rameau. En 2013-2014, elle chante le rôle de la Reine de la Nuit dans La Flûte enchantée de Mozart à l'Opéra national de Lyon et à l'Opéra de Paris. En 2014, elle chante dans Lakmé, de Léo Delibes, à l'Opéra-Comique. En 2016, avec l'Orchestre de chambre de Paris dirigé par Christopher Franklin et les chœurs Les Cris de Paris, elle joue Amina dans l'opéra La Somnambula de Vincenzo Bellini, au Théâtre des Champs-Elysées à Paris.
La critique est souvent élogieuse à son égard,,,.
Le 25 février 2013, Sabine Devieilhe est désignée « Révélation Artiste Lyrique » aux Victoires de la musique classique.
Le 2 février 2015, elle est élue « Artiste lyrique de l'année » aux Victoires de la musique classique.
Le 23 février 2018, Sabine Devieilhe gagne deux Victoires de la musique classique : artiste lyrique de l'année et enregistrement de l'année pour son album Mirages, réalisé avec Alexandre Tharaud, François-Xavier Roth et Les Siècles.
En décembre 2018, elle interprète le rôle d'Ophélie dans l'opéra Hamlet d'Ambroise Thomas à la Salle Favart, rôle qu'elle reprendra en 2022.
À partir de 2021, Sabine Devieilhe et Alexandre Tharaud font une tournée en Europe pour présenter le programme de leur album Chanson d'amour, consacrée à la mélodie française.
En mai 2022, elle interprète le rôle de Cleopatra dans Giulio Cesare in Egitto de Georg Friedrich Haendel.
En octobre 2022 elle triomphe dans le rôle-titre de Lakmé à l'Opéra Comique aux côtés de Stéphane Degout. Sabine Devielhe et Stéphane Degout sont tous deux récompensés du titre de meilleur chanteur de l'année 2022 dans le cadre des International Opera Awards.
En 2023, elle chante Susanna dans Les Noces de Figaro de Mozart au festival de Salzbourg.
En mars 2025, elle interprète le rôle de Mélisande dans Pelléas et Mélisande de Claude Debussy.
Au printemps et en été, elle offre une grande tournée en Autriche et en Allemagne.

## Distinctions
- Officière de l'ordre des Arts et des Lettres (2021)[24]
- International Opera Award dans la catégorie « interprète féminin » (2022)[25].

## Discographie
- 2011 : Gustave Charpentier, Musiques du Prix de Rome[26]. Avec : Sabine Devieilhe (soprano), Helena Bohuszewicz (contralto), Bernard Richter (ténor), Alain Buet (baryton), l'Orchestre Philharmonique de Bruxelles dirigé par Hervé Niquet. Enregistrements réalisés à Flagey à Bruxelles du 14 au 18 juin 2011, paru sous le label Glossa (GES 922211-F)[27].
- 2013 : Jean-Philippe Rameau, Le Grand théâtre de l'amour. Avec : Les Ambassadeurs, direction Alexis Kossenko ; Samuel Boden, ténor ; Aimery Lefèvre, baryton ; Le Jeune Chœur de Paris. Enregistré du 6 au 13 mai 2013 en l'Église Notre-Dame du Liban (Paris). Paru le 28 octobre 2013 chez Erato - Warner Classics (ERATO 5099993414920). Distinctions : Diapason d'or de l'année (novembre 2014), Diapason d'or (novembre 2013), Le Choix de France Musique (décembre 2013), 4 étoiles Classica (décembre 2013), Hi-Res Audio (novembre 2013)[14], Album of the Week on BBC Radio 3[28].
- 2014 : Jean-Sébastien Bach, Köthener Trauermusik BWV 244a. Avec :  Sabine Devieilhe (soprano), Damien Guillon, Thomas Hobbs, Christian Immler, Ensemble Pygmalion (Raphaël Pichon). Paru le 7 septembre 2014 chez Harmonia Mundi (HMC902211.13). Distinctions : Victoires de la musique classique 2015 catégorie enregistrement[15], 4ƒ de Télérama (septembre 2014)[29].
- 2015 : Jean-Philippe Rameau, Castor et Pollux. Avec : Ensemble Pygmalion (Raphaël Pichon). Paru le 27 avril 2015 chez Harmonia Mundi (HMC902212.13). Distinctions : Grand Prix Charles Cros[30], 4ƒ de Télérama (mai 2015)[31].
- 2015 : Wolfgang Amadeus Mozart, Mozart - The Weber Sisters. Avec : Ensemble Pygmalion (Raphaël Pichon). Enregistré du 12 au 18 janvier 2015 en l'Église Notre-Dame du Liban (Paris). Paru le 6 novembre 2015 chez Erato - Warner Classics (ERATO 2564607584). Distinctions : 5 de Diapason (décembre 2015), 4ƒ de Télérama (décembre 2015)[32], Choc de Classica (novembre 2015), Choc Classica de l'année (novembre 2015)[33].
- 2018 : Georg Friedrich Haendel, Italian Cantatas, Sabine Devieilhe et Lea Desandre, avec Le Concert d'Astrée dirigé par Emmanuelle Haïm - Erato Warner Classics
- 2019 : Libertà, Sabine Devieilhe, Siobhán Stagg, Serena Malfi, Linard Vrielink, John Chest et Nahuel di Pierro avec l'ensemble Pygmalion dirigé par Raphaël Pichon - Harmonia mundi musique
- 2020 : Chanson d'amour, Sabine Devieilhe avec Alexandre Tharaud au piano - Erato, Warner Classics
- 2021 : Bach & Handel, Sabine Devieilhe avec : Ensemble Pygmalion (Raphaël Pichon), chez Erato - Warner Classics.
- 2022 : J.S. Bach: Matthäus-Passion, BWV 244, Sabine Devieilhe avec : Ensemble Pygmalion (Raphaël Pichon), chez Harmonia Mundi.